# 不要亂動啊，心臟
《不要亂動啊，心臟》，為韓國Channel S的綜藝節目。由DinDin、趙賢榮、郭潤起、Pung ja主持。節目找來四對男生/女生朋友進駐朋友村，測試男生/女生朋友之間是否有純友誼的存在。

## 主持
- DinDin
- 趙賢榮
- 郭潤起
- Pung ja

## 出演者

### 女出演者：
| 姓名   | 韓文   | 出生年份/年齡 | 職業                    | 異性朋友 | 朋友期間 |
| ------ | ------ | ------------- | ----------------------- | -------- | -------- |
| 鄭銀雨 | 정은우 | 24歲          | 前女團PRISTIN成員       | 李康山   | 6個月    |
| 姜娜來 | 강나래 | 32歲          | 牙科助理 / 寵物服裝業務 | 朴俊赫   | 14年     |
| 何允   | 허윤   | 29歲          | 普拉提工作室代表        | 樸賢宇   | 4年      |
| 郭智元 | 곽지원 | 30歲          | 秘書                    | 洪寶藍   | 10年     |
| 白珠鉉 | 백주현 | 26歲          | 服飾 / 彩妝 CEO         | 無       | 無       |

### 男出演者：
| 姓名   | 韓文   | 出生年份/年齡 | 職業          | 異性朋友 | 朋友期間 |
| ------ | ------ | ------------- | ------------- | -------- | -------- |
| 李康山 | 이강산 | 25歲          | 演員 / 咖啡師 | 鄭恩宇   | 6個月    |
| 朴俊赫 | 박준혁 | 30歲          | 餐飲CEO       | 姜娜來   | 14年     |
| 朴賢宇 | 박현우 | 33歲          | 演員          | 何允     | 4年      |
| 洪寶藍 | 홍보남 | 30歲          | 自由廣告模特  | 郭智元   | 10年     |
| 金康祿 | 김강록 | 31歲          | 企業護理師    | 無       | 無       |
| 李尹尚 | 이윤상 | 34歲          | 系統管理主管  | 無       | 無       |

## 劇情

### 每日發送簡訊
♥代表當日愛情連線（Love line）成功。
| 日期   | 鄭銀雨  | 姜娜來  | 何允    | 郭智元  | 白珠鉉  | 李康山  | 朴俊赫  | 朴賢宇  | 洪寶藍  | 金康祿  | 李尹尚  |
| ------ | ------- | ------- | ------- | ------- | ------- | ------- | ------- | ------- | ------- | ------- | ------- |
| 第一天 | 洪寶藍♥ | 朴俊赫♥ | 朴俊赫  | 朴賢宇  | 未入住  | 姜娜來  | 姜娜來♥ | 何允    | 鄭銀雨♥ | 未入住  | 未入住  |
| 第二天 | 洪寶藍♥ | 朴賢宇  | 朴俊赫♥ | 朴賢宇  | 未入住  | 姜娜來  | 何允♥   | 鄭銀雨  | 鄭銀雨♥ | 未入住  | 未入住  |
| 第三天 | 朴俊赫♥ | 李康山♥ | 金康祿  | 未知    | 洪寶藍  | 姜娜來♥ | 鄭銀雨♥ | 鄭銀雨  | 郭智元  | 姜娜來  | 未入住  |
| 第四天 | 朴賢宇  | 李康山♥ | 朴俊赫♥ | 金康祿♥ | 金康祿  | 姜娜來♥ | 何允♥   | 白珠鉉  | 鄭銀雨  | 郭智元♥ | 未入住  |
| 第五天 | 朴俊赫♥ | 李康山♥ | 金康祿  | 金康祿♥ | 金康祿  | 姜娜來♥ | 鄭銀雨♥ | 鄭銀雨  | 何允    | 郭智元♥ | 何允    |
| 第六天 | 朴賢宇♥ | 李康山♥ | 朴俊赫  | 金康祿♥ | 金康祿  | 姜娜來♥ | 鄭銀雨  | 鄭銀雨♥ | 白珠鉉  | 郭智元♥ | 白珠鉉  |
| 第七天 | 朴賢宇  | 李康山♥ | 朴俊赫♥ | 李尹尚♥ | 朴賢宇♥ | 姜娜來♥ | 何允♥   | 白珠鉉♥ | 白珠鉉  | 何允    | 郭智元♥ |

### 約會／戶外聚會or活動
| 集數    | 住宿者                                     | 邀請約會對象                               | 約會地點                                                    | 備註 |
| ------- | ------------------------------------------ | ------------------------------------------ | ----------------------------------------------------------- | --- |
| EP2     | 保齡球分隊 - 姜娜來Ｘ朴俊赫 - 何允Ｘ朴賢宇 | 保齡球分隊 - 姜娜來Ｘ朴俊赫 - 何允Ｘ朴賢宇 | P保齡球俱樂部                                               | 二對二約會 |
| EP2     | 郭智元Ｘ洪寶藍，鄭銀雨Ｘ李康山             | 郭智元Ｘ洪寶藍，鄭銀雨Ｘ李康山             | 塔羅牌占卜店                                                | 二對二約會 |
| EP3     | 何允                                       | 朴俊赫                                     | 邀請未被選擇，因此獨自在宿舍活動                            | 一對一約會 - 女住客申請約會的日子，須親自向心儀的對象申請約會。 （除了自己的朋友，只可向一名異性申請約會） - 對新住客白珠鉉給予約會權和防止拒絕權。                                         |
| EP3     | 鄭銀雨                                     | 朴俊赫                                     | 遊戲廳                                                      | 一對一約會 - 女住客申請約會的日子，須親自向心儀的對象申請約會。 （除了自己的朋友，只可向一名異性申請約會） - 對新住客白珠鉉給予約會權和防止拒絕權。                                         |
| EP3     | 姜娜來                                     | 李康山                                     | 華夫餅店Ｘ統營東皮郎壁畫村                                  | 一對一約會 - 女住客申請約會的日子，須親自向心儀的對象申請約會。 （除了自己的朋友，只可向一名異性申請約會） - 對新住客白珠鉉給予約會權和防止拒絕權。                                         |
| EP3     | 郭智元                                     | 朴賢宇                                     | 望海野餐                                                    | 一對一約會 - 女住客申請約會的日子，須親自向心儀的對象申請約會。 （除了自己的朋友，只可向一名異性申請約會） - 對新住客白珠鉉給予約會權和防止拒絕權。                                         |
| EP3     | 白珠鉉                                     | 洪寶藍                                     | 香水工坊Ｘ咖啡廳                                            | 一對一約會 - 女住客申請約會的日子，須親自向心儀的對象申請約會。 （除了自己的朋友，只可向一名異性申請約會） - 對新住客白珠鉉給予約會權和防止拒絕權。                                         |
| EP4 EP5 | 朴賢宇                                     | 鄭銀雨                                     | 邀請未被選擇，與未被選擇的郭智元一起做午飯                  | 一對一約會 - 男住客申請約會的日子，須親自向心儀的對象申請約會。 （除了自己的朋友，只可向一名異性申請約會） - 對新住客金康祿給予約會權和防止拒絕權。                                         |
| EP4 EP5 | 洪寶藍                                     | 鄭銀雨                                     | 海邊咖啡廳                                                  | 一對一約會 - 男住客申請約會的日子，須親自向心儀的對象申請約會。 （除了自己的朋友，只可向一名異性申請約會） - 對新住客金康祿給予約會權和防止拒絕權。                                         |
| EP4 EP5 | 李康山                                     | 白珠鉉                                     | 海邊Ｘ選物店Ｘ咖啡廳                                        | 一對一約會 - 男住客申請約會的日子，須親自向心儀的對象申請約會。 （除了自己的朋友，只可向一名異性申請約會） - 對新住客金康祿給予約會權和防止拒絕權。                                         |
| EP4 EP5 | 朴俊赫                                     | 何允                                       | R披薩餐廳Ｘ照相館                                           | 一對一約會 - 男住客申請約會的日子，須親自向心儀的對象申請約會。 （除了自己的朋友，只可向一名異性申請約會） - 對新住客金康祿給予約會權和防止拒絕權。                                         |
| EP4 EP5 | 金康祿                                     | 姜娜來                                     | 小型賽車場                                                  | 一對一約會 - 男住客申請約會的日子，須親自向心儀的對象申請約會。 （除了自己的朋友，只可向一名異性申請約會） - 對新住客金康祿給予約會權和防止拒絕權。                                         |
| EP5     | 金康祿                                     | 郭智元                                     | 朋友村夜晚散步對話                                          | 私下進行邀約 |
| EP5     | 鄭銀雨                                     | 朴俊赫                                     | 朋友村夜晚散步對話                                          | 私下進行邀約 |
| EP6     | 朴賢宇Ｘ何允                               | 朴賢宇Ｘ何允                               | 理髮廳（任務：情侶按摩SPA）                                 | 搭檔約會任務 - 每組搭檔抽一個任務後要在24小時內執行 （金康祿及白珠鉉除外） |
| EP6     | 朴俊赫Ｘ姜娜來                             | 朴俊赫Ｘ姜娜來                             | 統營戶外密室逃脫（任務：幫彼此吹乾頭髮）                    | 搭檔約會任務 - 每組搭檔抽一個任務後要在24小時內執行 （金康祿及白珠鉉除外） |
| EP6     | 李康山Ｘ鄭銀雨                             | 李康山Ｘ鄭銀雨                             | 滑輪場（任務：穿情侶裝約會）                                | 搭檔約會任務 - 每組搭檔抽一個任務後要在24小時內執行 （金康祿及白珠鉉除外） |
| EP6     | 洪寶藍Ｘ郭智元                             | 洪寶藍Ｘ郭智元                             | 滑翔翼（任務：十指相扣進行晚間散步）                        | 搭檔約會任務 - 每組搭檔抽一個任務後要在24小時內執行 （金康祿及白珠鉉除外） |
| EP6     | 金康祿Ｘ白珠鉉                             | 金康祿Ｘ白珠鉉                             | 全身按摩（因獨自前來的兩人無搭檔，由節目組配對）            | 搭檔約會任務 - 每組搭檔抽一個任務後要在24小時內執行 （金康祿及白珠鉉除外） |
| EP7     | 李尹尚                                     | 白珠鉉                                     | 遊艇Ｘ植物園                                                | 一對一約會 - 本日只有最後入住者李尹尚能申請1:1約會。 （受邀者無法拒絕） |
| EP7     | 其餘入住者                                 | 其餘入住者                                 | 上午朋友村內自由活動 晚上節目組安排女出演者們出遊的專屬時間 | 一對一約會 - 本日只有最後入住者李尹尚能申請1:1約會。 （受邀者無法拒絕） |
| EP8     | 何允                                       | 金康祿                                     | 牙科診所                                                    | |
| EP8     | 何允                                       | 金康祿                                     | 餐廳Ｘ咖啡廳                                                | 男性朋友推薦一對一約會 - 男性朋友為女性朋友選擇約會對象，女性朋友與被推薦的對象進行約會。 - 沒有男性朋友的白珠鉉可直接選擇想約會的對象。 - 沒有女性朋友的男住客被選擇才能進行約會。         |
| EP8     | 郭智元                                     | 金康祿                                     | 洪寶藍的推薦未被選擇                                        | 男性朋友推薦一對一約會 - 男性朋友為女性朋友選擇約會對象，女性朋友與被推薦的對象進行約會。 - 沒有男性朋友的白珠鉉可直接選擇想約會的對象。 - 沒有女性朋友的男住客被選擇才能進行約會。         |
| EP8     | 姜娜來                                     | 李康山                                     | 玻璃杯繪製工坊                                              | 男性朋友推薦一對一約會 - 男性朋友為女性朋友選擇約會對象，女性朋友與被推薦的對象進行約會。 - 沒有男性朋友的白珠鉉可直接選擇想約會的對象。 - 沒有女性朋友的男住客被選擇才能進行約會。         |
| EP8     | 鄭銀雨                                     | 朴賢宇                                     | 李康山的推薦未被選擇                                        | 男性朋友推薦一對一約會 - 男性朋友為女性朋友選擇約會對象，女性朋友與被推薦的對象進行約會。 - 沒有男性朋友的白珠鉉可直接選擇想約會的對象。 - 沒有女性朋友的男住客被選擇才能進行約會。         |
| EP8     | 白珠鉉                                     | 朴賢宇                                     | 美術館Ｘ餐酒館                                              | 男性朋友推薦一對一約會 - 男性朋友為女性朋友選擇約會對象，女性朋友與被推薦的對象進行約會。 - 沒有男性朋友的白珠鉉可直接選擇想約會的對象。 - 沒有女性朋友的男住客被選擇才能進行約會。         |
| EP9     | 李康山                                     | 姜娜來                                     | 餐廳                                                        | 女性朋友推薦一對一約會 - 女性朋友為男性朋友選擇約會對象，男性朋友與被推薦的對象進行約會。 - 沒有女性朋友的金康祿及李尹尚可直接選擇想約會的對象。 - 沒有男性朋友的女住客被選擇才能進行約會。 |
| EP9     | 洪寶藍                                     | 白珠鉉                                     | 慶尚南道巨濟島 BA-RAMGOT 郵局                               | 女性朋友推薦一對一約會 - 女性朋友為男性朋友選擇約會對象，男性朋友與被推薦的對象進行約會。 - 沒有女性朋友的金康祿及李尹尚可直接選擇想約會的對象。 - 沒有男性朋友的女住客被選擇才能進行約會。 |
| EP9     | 朴俊赫                                     | 白珠鉉                                     | 姜娜來的推薦未被選擇                                        | 女性朋友推薦一對一約會 - 女性朋友為男性朋友選擇約會對象，男性朋友與被推薦的對象進行約會。 - 沒有女性朋友的金康祿及李尹尚可直接選擇想約會的對象。 - 沒有男性朋友的女住客被選擇才能進行約會。 |
| EP9     | 朴賢宇                                     | 鄭銀雨                                     | 空中纜車                                                    | 女性朋友推薦一對一約會 - 女性朋友為男性朋友選擇約會對象，男性朋友與被推薦的對象進行約會。 - 沒有女性朋友的金康祿及李尹尚可直接選擇想約會的對象。 - 沒有男性朋友的女住客被選擇才能進行約會。 |
| EP9     | 李尹尚                                     | 何允                                       | 慶尚南道統營市D主題公園                                     | 女性朋友推薦一對一約會 - 女性朋友為男性朋友選擇約會對象，男性朋友與被推薦的對象進行約會。 - 沒有女性朋友的金康祿及李尹尚可直接選擇想約會的對象。 - 沒有男性朋友的女住客被選擇才能進行約會。 |
| EP9     | 金康祿                                     | 何允                                       | 金康祿邀請未被選擇                                          | 女性朋友推薦一對一約會 - 女性朋友為男性朋友選擇約會對象，男性朋友與被推薦的對象進行約會。 - 沒有女性朋友的金康祿及李尹尚可直接選擇想約會的對象。 - 沒有男性朋友的女住客被選擇才能進行約會。 |

### 最終選擇
EP10：
女生選擇
- 鄭銀雨 → 無人選擇
- 姜娜來 → 李康山 ♥
- 何允 → 朴俊赫 ♥
- 郭智元 → 拒絕李尹尚
- 白珠鉉 → 朴賢宇 ♥

男生選擇
- 李康山 → 姜娜來 ♥
- 朴俊赫 → 何允 ♥
- 朴賢宇 → 白珠鉉 ♥
- 洪寶藍 → 沒做選擇
- 金康祿 → 何允
- 李尹尚 → 郭智元